# Iglesia de la Soledad (Cehegín)
La iglesia de la Soledad es una pequeña iglesia construida en Cehegín (Región de Murcia) por el artesano local Ginés de Egea en el siglo XVI, de estilo renacentista.

## Origen

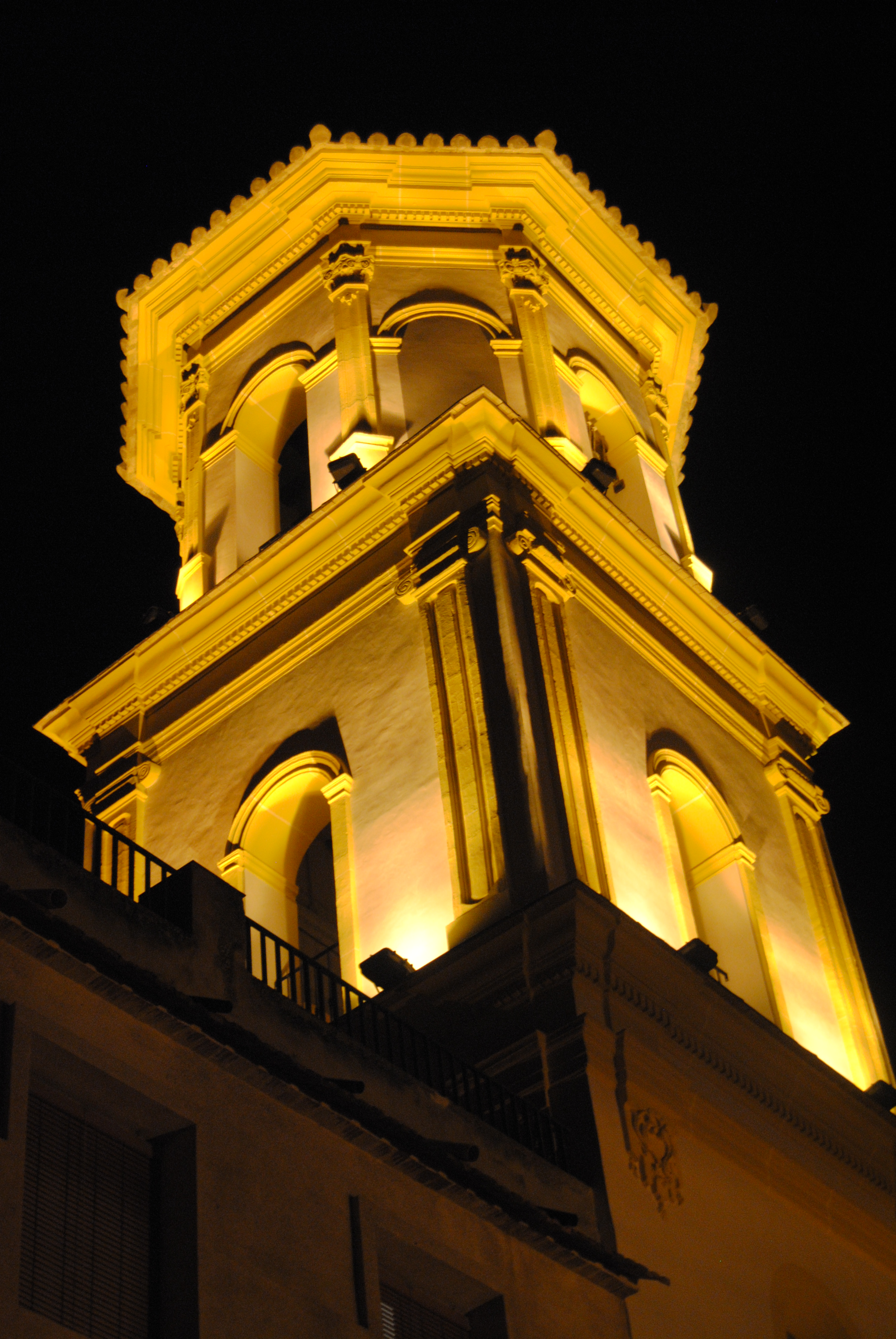
Torre campanario de la Ermita de la Soledad.

El origen de esta ermita se remonta a cuando la ciudad contaba con numerosas cofradías que deseaban contar con un centro de reunión para la cofradía y un lugar donde poder dejar a resguardo sus imágenes y dar culto al titular. La cofradía de la virgen de los dolores constituida por la alta burguesía de la época, financió la construcción y la familia "Chamarreta" cedió el solar para su construcción.
En el siglo XIII se incorpora a Cehegín la Orden de Santiago, por lo que el consejo prohíbe la construcción de ermitas costosas, esto hace que dejaran construir la soledad con materiales modestos. El ceheginero Gines de Gea será el responsable de su construcción. El final de la obra está documentada con anterioridad del 1595.
La ermita sigue la construcción típica del noroeste murciano del siglo XVI. Es una construcción modesta, con una nave única, cubierta de vigas de madera con revoltones y tejado a dos aguas. A finales del siglo XVI, la economía pasaba por momentos difíciles por lo que se tuvieron que paralizar los sillares de piedra que se estaban tallando. En la segunda mitad del siglo XVII se amplió, se crearon tres naves y cuatro tramos, siendo así la nave central la de mayor dimensiones que las laterales. Se trata de una mampostería.
En el siglo XVIII se acondicionaron algunas partes de la iglesia, como instalar la ventana zepo de argolla en 1720.
La torre-campanario se remonta al 1788, siendo de estilo barroco del siglo XVIII (Barroco clasicista).

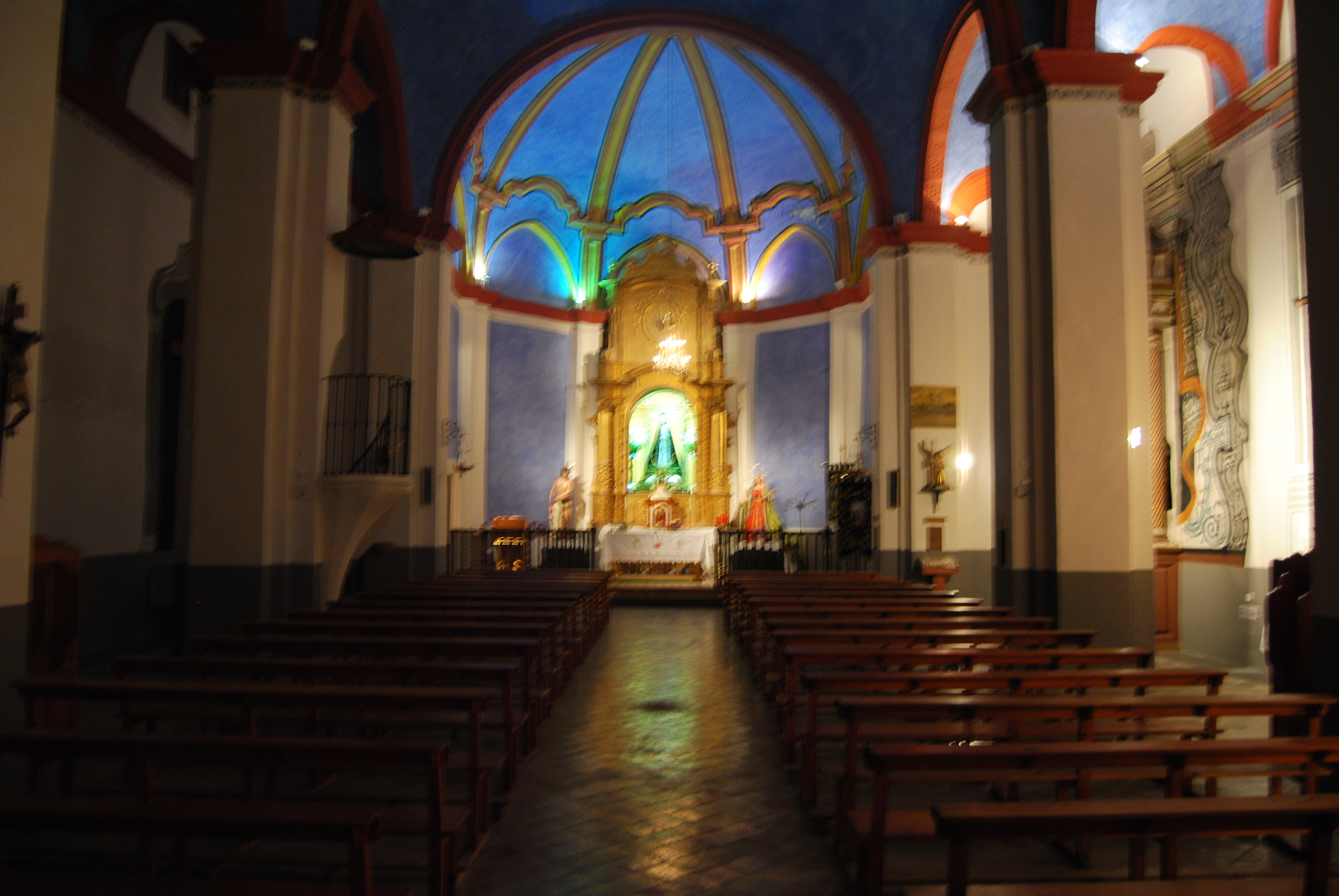
Altar mayor de la Iglesia de la Soledad de Cehegín.

## Estilo
La fábrica de la iglesia está hecha en mampostería. La puerta principal carece de elementos artísticos que la decoren.
La torre tiene elementos artísticos típicos del barroco clasicista del año 1788.
Consta de tres cuerpos enlucidos y está coronada por una veleta de hierro forjado con el símbolo de la soledad con remate de la cruz triunfante. El interior está dividido en tres naves separadas por pilares cruciformes y sostenidos por arcos de medio punto. La capilla, con forma hexagonal, cubre una falsa bóveda de gallones unida en el centro formando un florón.

El coro alto se sitúa a los pies y está apoyado en una columna de jaspe rojo, que se cree que proviene de las cercanas ruinas de Begastri. 

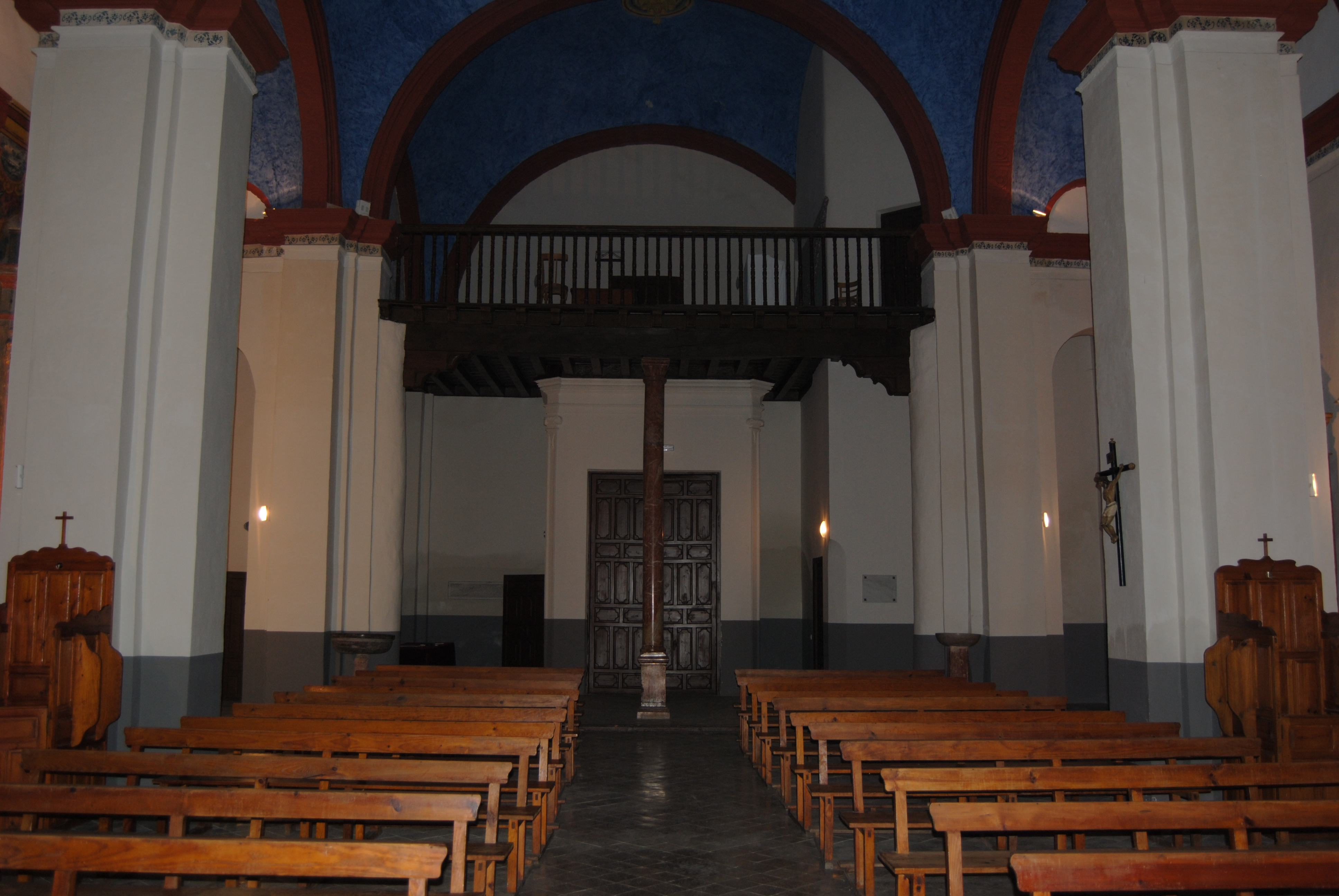
Nave central de la Iglesia de la soledad, donde aparece sujetando el coro, una de las columnas que se encontraba en el yacimiento de Begastri.

## Actualidad
En la actualidad está declarada de bien de interés cultural y llevada por la cofradía de la virgen de los dolores (negros) en mantenimiento. La cofradía fue fundada en el año 1595. Su vestuario es sencillo: túnica negra y cíngulo blanco para los hombres y túnica negra, capa y cíngulo blanco para las mujeres.
La imagen principal de la iglesia es la Virgen de los Dolores imagen titular de la cofradía. Bajo el altar mayor a la izquierda se encuentra el Cristo despojado de sus vestiduras, con posesión de la misma cofradía y esculpido por el imaginero ciezano Antonio Jesús Yuste, en el año 2010 y a la derecha se encuentra La Dolorosa del imaginero ceheginero Salvador García, esculpida en el año 2007. La imagen titular de la cofradía, Ntra. Señora de los dolores fue esculpida por la escuela madrileña.

## Semana Santa
Está Ermita está muy ligada a la Semana Santa de Cehegín, en ella se encuentra las capillas de las imágenes como la Cruz Antigua del Penitente, el Cristo del Santo Sepulcro, de autor anónimo, o el Cristo Resucitado, de autor anónimo y Jesús Despojado de sus Vestiduras, de Antonio Jesús Yuste Navarro. Como es tradición, en esta ermita, se celebra anualmente los Pregones de Semana Santa, y el Septenario en honor a la Virgen de los Dolores, de gran tradición en el municipio e interpretando las composiciones del Maestro Nogueras para los Siete Dolores de la Virgen, actualmente, interpretados por el Coro Clásico de Cehegín.